# Redemptionis sacramentum
Redemptionis sacramentum je instrukcí Kongregace pro bohoslužbu a svátosti vytvořenou na základě pověření papeže Jana Pavla II. po poradě s Kongregací pro nauku víry a vydanou dne 25. března 2004. Navazuje na encykliku Ecclesia de Eucharistia a jejím smyslem je prohloubení pochopení liturgických norem a odstranění přestupků v každodenní praxi.